# گیرنده تلویزیون

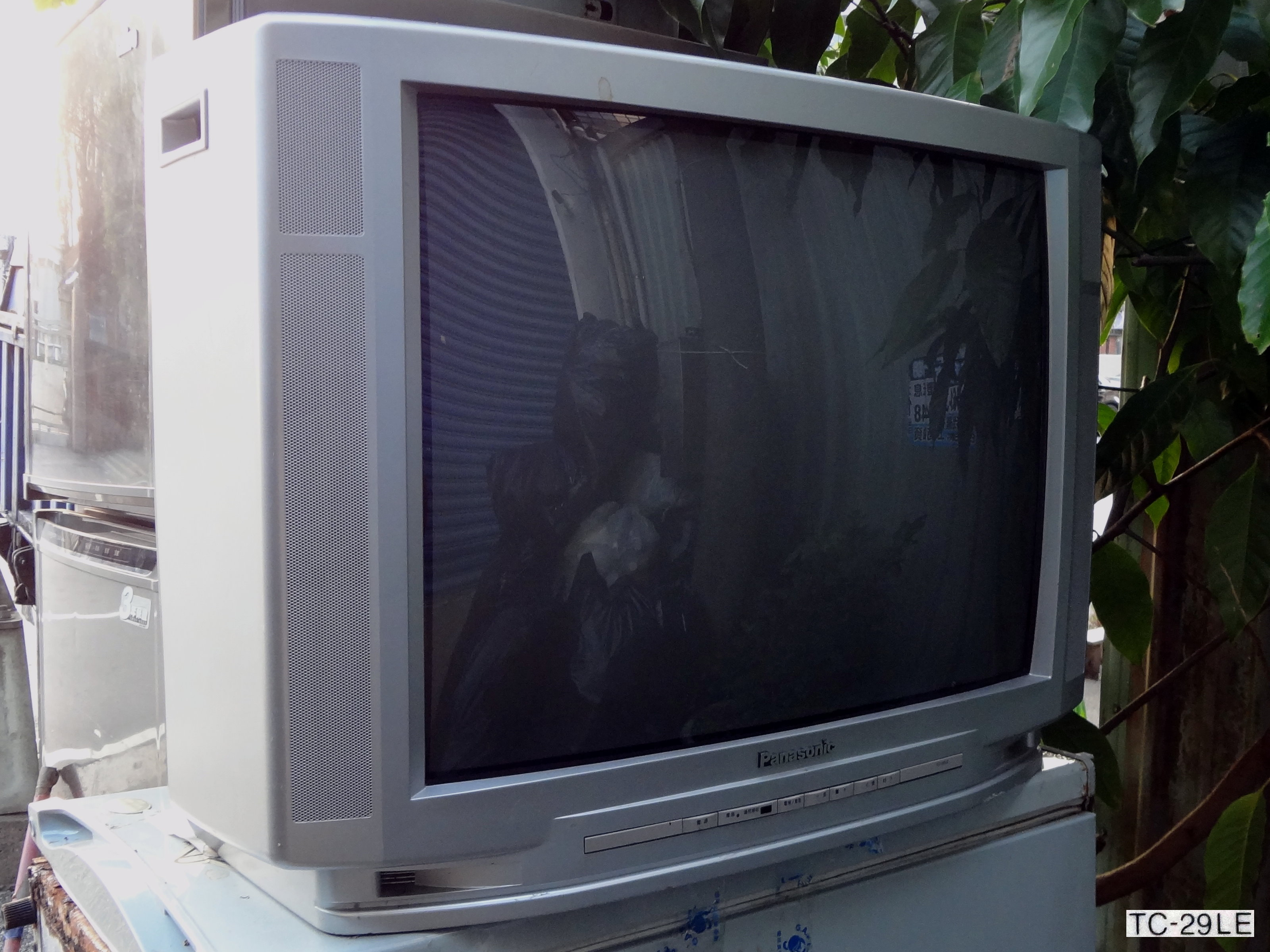
یک تلویزیون پاناسونیک با نمایشگر CRT

گیرنده تلویزیون (انگلیسی: Television receiver) یا دستگاه تلویزیون (انگلیسی: Television set) که معمولاً به‌طور اشتباه به آن تنها تلویزیون می‌گویند، یک دستگاه الکترونیکی است که از اجزای مختلفی مانند تیونر، یک نمایشگر، بلندگو و یک کنترل تشکیل شده‌است و کارکرد آن دریافت و پخش امواج صوتی و تصویری تلویزیون است.

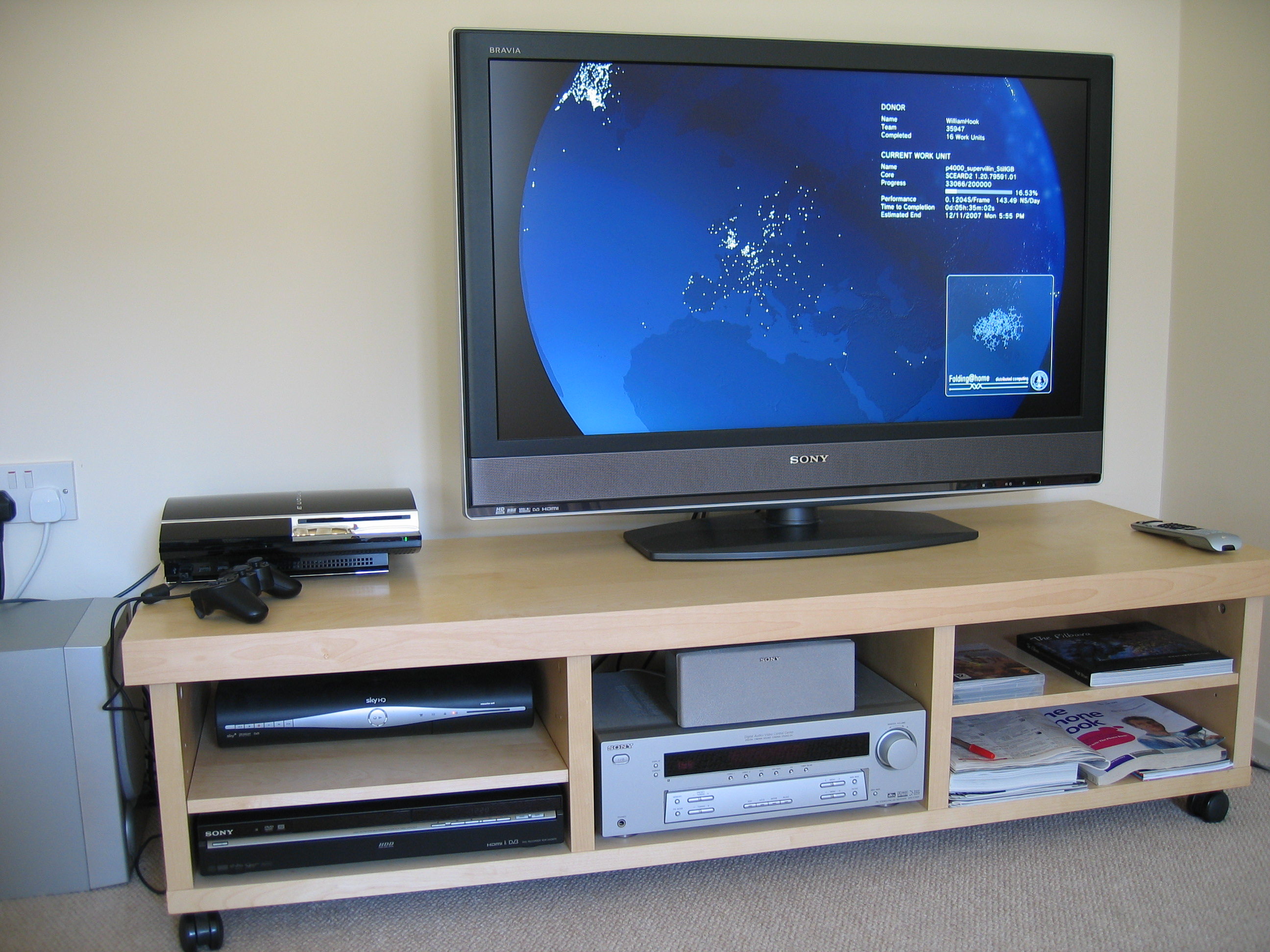
یک سینمای خانگی با یک تلویزیون دارای نمایشگر صفحه تخت

در زمان‌های قدیم تا سال ۲۰۰۸، شرکت‌های مختلف محصولات تلویزیون خود را با نمایشگر CRT نیز تولید می‌کردند ولی به دلیل معایب آن و ارزان شدن فناوری نمایشگر صفحه تخت مانند LCD، تولید تلویزیون با نمایشگر CRT در همه جای دنیا متوقف شد.